# 皇八女 (康熙帝)
皇八女（1683年—1683年），爱新觉罗氏，康熙帝第八女，生母為孝懿仁皇后佟佳氏。

## 生平
内务府总管图巴奏报的皇贵妃生女折記載，在康熙二十二年六月十九日巳时，皇贵妃生了一位公主。顾太监和大夫等稱皇贵妃身体及公主皆安善。聖祖朱批：「知道了」。内务府总管图巴、海拉逊等奏报的不满月公主病死折記載，因公主病笃，故將令大夫金昌裕开刀医治之处，於闰六月十四日未时奏发前去。大夫金昌裕会同甄大夫共商立方，服药治之，并未开刀医治。公主病疾渐重，於本月十四日戌时薨。相關官員查到康熙二十一年八月为故格格事的旨意稱：「格格之疾、别样病疾，我朝之先例，幼童盖不制棺。如若出事，切勿制棺，不论何时，即于彼时用单被裹出，送一净地火化，勿殓勿埋，自然了之」聖祖朱批：「尔等所办甚是，因系尚未满月之乳儿，朕并无思恋之处。朕在此亦不露声色，不令人知道。」